# Активный счёт
Активные счета — счета бухгалтерского учёта, предназначенные для учёта состояния, движения и изменения хозяйственных средств по их видам.
На активных счетах отображена информация о средствах (в денежном эквиваленте), которые имеются в распоряжении организации, это могут быть банковские счета, имущество на складе и в эксплуатации.
На активных счетах:
- Начальное сальдо записывается по дебету счёта
- Записи, характеризующие увеличение хозяйственных средств записываются по дебету счёта
- Записи, характеризующие уменьшение хозяйственных средств записываются по кредиту счёта
- Конечное сальдо записывается по дебету счёта

Схема ведения активного счета:
| Дт  | Кт  |
| Сн  |     |
| +   | -   |
| Обд | Обк |
| Ск  |     |

Где Ск = Сн + Обд - Обк.